# Lentopallon Mestaruusliiga (maschile)
La Lentopallon Mestaruusliiga è la massima serie del campionato finlandese di pallavolo maschile: al torneo partecipano undici squadre di club finlandesi e la squadra vincitrice si fregia del titolo di campione di Finlandia.

## Albo d'oro
| Dal 1957 al 1995 la competizione è denominata Lentopallon SM-sarja |                         |                         |                       |
| 1957 Dettagli                                                      | Pyrintö Pori            | Tarmo Helsinki          | Järvensivu Kisa       |
| 1958 Dettagli                                                      | Järvensivu Kisa         | Tarmo Helsinki          | Pyrintö Pori          |
| 1959 Dettagli                                                      | Järvensivu Kisa         | Tarmo Helsinki          | Kimmo Lahti           |
| 1960 Dettagli                                                      | Kimmo Lahti             | Järvensivu Kisa         | Tarmo Helsinki        |
| 1961 Dettagli                                                      | Järvensivu Kisa         | Riento Koiton           | Kimmo Lahti           |
| 1962 Dettagli                                                      | Kimmo Lahti             | Rantaperkiön Isku       | Riento Koiton         |
| 1963 Dettagli                                                      | Rantaperkiön Isku       | Kimmo Lahti             | Riento Koiton         |
| 1963-64 Dettagli                                                   | Kimmo Lahti             | Lentopalloilijat Käpylä | Johanneksen Pojat     |
| 1964-65 Dettagli                                                   | Lentopalloilijat Käpylä | Kimmo Lahti             | Johanneksen Pojat     |
| 1965-66 Dettagli                                                   | Lentopalloilijat Käpylä | Johanneksen Pojat       | Kimmo Lahti           |
| 1966-67 Dettagli                                                   | Johanneksen Pojat       | Kimmo Lahti             | Kajastus Luolaja      |
| 1967-68 Dettagli                                                   | Johanneksen Pojat       | Kajastus Luolaja        | Viri Pirkkala         |
| 1968-69 Dettagli                                                   | Kajastus Luolaja        | Kuopion PS              | Kimmo Lahti           |
| 1969-70 Dettagli                                                   | Kajastus Luolaja        | Johanneksen Pojat       | Rateko Helsinki       |
| 1970-71 Dettagli                                                   | Kajastus Luolaja        | Rateko Helsinki         | Kuopion PS            |
| 1971-72 Dettagli                                                   | Kajastus Luolaja        | Kuopion PS              | Rateko Helsinki       |
| 1972-73 Dettagli                                                   | Rateko Helsinki         | Kajastus Luolaja        | Kuopion PS            |
| 1973-74 Dettagli                                                   | Rateko Helsinki         | Kajastus Luolaja        | Sale                  |
| 1974-75 Dettagli                                                   | Pieksämäen NMKY         | Kisa Vammala            | Kajastus Luolaja      |
| 1975-76 Dettagli                                                   | Pieksämäen NMKY         | Kisa Vammala            | Lautta Pojat          |
| 1976-77 Dettagli                                                   | Pieksämäen NMKY         | Lautta Pojat            | Kisa Vammala          |
| 1977-78 Dettagli                                                   | Pieksämäen NMKY         | Kimmo Lahti             | Raision Loimu         |
| 1978-79 Dettagli                                                   | Pieksämäen NMKY         | Kimmo Lahti             | Raision Loimu         |
| 1979-80 Dettagli                                                   | Pieksämäen NMKY         | Raision Loimu           | Pyrintö Pori          |
| 1980-81 Dettagli                                                   | Pieksämäen NMKY         | Raision Loimu           | Rantaperkiön Isku     |
| 1981-82 Dettagli                                                   | Raision Loimu           | Pieksämäen NMKY         | Salon Viesti          |
| 1982-83 Dettagli                                                   | Raision Loimu           | Pieksämäen NMKY         | Salon Viesti          |
| 1983-84 Dettagli                                                   | Raision Loimu           | HeSa Helsinki           | Rantaperkiön Isku     |
| 1984-85 Dettagli                                                   | HeSa Helsinki           | Pieksämäen NMKY         | Raision Loimu         |
| 1985-86 Dettagli                                                   | Seinäjoki Maila-Jussit  | Pieksämäen NMKY         | HeSa Helsinki         |
| 1986-87 Dettagli                                                   | Seinäjoki Maila-Jussit  | Varkauden Tarmo         | Raision Loimu         |
| 1987-88 Dettagli                                                   | Rantaperkiön Isku       | Varkauden Tarmo         | Kuopion PS            |
| 1988-89 Dettagli                                                   | Varkauden Tarmo         | Rantaperkiön Isku       | Kuopion PS            |
| 1989-90 Dettagli                                                   | Raision Loimu           | Varkauden Tarmo         | Kuopion PS            |
| 1990-91 Dettagli                                                   | Kuopion PS              | Varkauden Tarmo         | Tampereen Isku        |
| 1991-92 Dettagli                                                   | Kuopion PS              | Tampereen Isku          | Vammalan              |
| 1992-93 Dettagli                                                   | Kuopion PS              | Tampereen Isku          | Raision Loimu         |
| 1993-94 Dettagli                                                   | Kuopion PS              | Tampereen Isku          | Raision Loimu         |
| 1994-95 Dettagli                                                   | Kuopion PS              | Tampereen Isku          | PPS Espoo             |
| Dal 1995 al 2010 la competizione è denominata Lentopallon SM-liiga |                         |                         |                       |
| 1995-96 Dettagli                                                   | Kuopion PS              | Perttelin Peikot        | Tampereen Isku        |
| 1996-97 Dettagli                                                   | Raision Loimu           | Kuopion PS              | Tampereen Isku        |
| 1997-98 Dettagli                                                   | Kuopion PS              | Perttelin Peikot        | Keski-Savon Pateri    |
| 1998-99 Dettagli                                                   | Keski-Savon Pateri      | Kuopion PS              | Napapiirin Palloketut |
| 1999-00 Dettagli                                                   | Kuopion PS              | Napapiirin Palloketut   | Keski-Savon Pateri    |
| 2000-01 Dettagli                                                   | Raision Loimu           | Pielaveden Sampo        | Salon Piivolley       |
| 2001-02 Dettagli                                                   | Tampereen Isku          | Perungan Pojat          | Pielaveden Sampo      |
| 2002-03 Dettagli                                                   | Perungan Pojat          | Tampereen Isku          | Pielaveden Sampo      |
| 2003-04 Dettagli                                                   | Pielaveden Sampo        | Salon Piivolley         | Korson Veto           |
| 2004-05 Dettagli                                                   | Pielaveden Sampo        | Salon Piivolley         | Tampereen Isku        |
| 2005-06 Dettagli                                                   | Tampereen Isku          | Salon Piivolley         | Perungan Pojat        |
| 2006-07 Dettagli                                                   | Santasport              | Pielaveden Sampo        | Salon Piivolley       |
| 2007-08 Dettagli                                                   | Santasport              | Pielaveden Sampo        | Vammalan              |
| 2008-09 Dettagli                                                   | Pielaveden Sampo        | Santasport              | Tampereen Isku        |
| 2009-10 Dettagli                                                   | Sun                     | Pielaveden Sampo        | Raision Loimu         |
| Dal 2010 la competizione è denominata Lentopallon Mestaruusliiga   |                         |                         |                       |
| 2010-11 Dettagli                                                   | Perungan Pojat          | Vammalan                | Tampereen Isku        |
| 2011-12 Dettagli                                                   | Vammalan                | Hurrikaani-Loimaa       | Perungan Pojat        |
| 2012-13 Dettagli                                                   | Kokkolan Tiikerit       | Hurrikaani-Loimaa       | Vammalan              |
| 2013-14 Dettagli                                                   | Vammalan                | Kokkolan Tiikerit       | Hurrikaani-Loimaa     |
| 2014-15 Dettagli                                                   | Kokkolan Tiikerit       | Hurrikaani-Loimaa       | Vammalan              |
| 2015-16 Dettagli                                                   | Kokkolan Tiikerit       | Vammalan                | Hurrikaani-Loimaa     |
| 2016-17 Dettagli                                                   | Vammalan                | Hurrikaani-Loimaa       | Pielaveden Sampo      |
| 2017-18 Dettagli                                                   | Vammalan                | Hurrikaani-Loimaa       | Pielaveden Sampo      |
| 2018-19 Dettagli                                                   | Vammalan                | ETTA                    | Hurrikaani-Loimaa     |
| 2019-20 Dettagli                                                   | Non assegnato           | Non assegnato           | Non assegnato         |
| 2020-21 Dettagli                                                   | Vammalan                | Savo                    | Kokkolan Tiikerit     |
| 2021-22 Dettagli                                                   | Vammalan                | Savo                    | Akaa                  |
| 2022-23 Dettagli                                                   | Vammalan                | Akaa                    | Savo                  |
| 2023-24 Dettagli                                                   | Hurrikaani-Loimaa       | Akaa                    | Vammalan              |

## Palmarès
| Squadra                 | Titolo | Edizione                                                               |
| ----------------------- | ------ | ---------------------------------------------------------------------- |
| Kuopion PS              | 8      | 1990-91, 1991-92, 1992-93, 1993-94, 1994-95, 1995-96, 1997-98, 1999-00 |
| Vammalan                | 8      | 2011-12, 2013-14, 2016-17, 2017-18, 2018-19, 2020-21, 2021-22, 2022-23 |
| Pieksämäen NMKY         | 7      | 1974-75, 1975-76, 1976-77, 1977-78, 1978-79, 1979-80, 1980-81          |
| Raision Loimu           | 6      | 1981-82, 1982-83, 1983-84, 1989-90, 1996-97, 2000-01                   |
| Kajastus Luolaja        | 4      | 1968-69, 1969-70, 1970-71, 1971-72                                     |
| Rantaperkiön Isku       | 4      | 1963, 1987-88, 2001-02, 2005-06                                        |
| Perungan Pojat          | 4      | 2002-03, 2006-07, 2007-08, 2010-11                                     |
| Järvensivu Kisa         | 3      | 1958, 1959, 1961                                                       |
| Kimmo Lahti             | 3      | 1960, 1962, 1963-64                                                    |
| Pielaveden Sampo        | 3      | 2003-04, 2004-05, 2008-09                                              |
| Kokkolan Tiikerit       | 3      | 2012-13, 2014-15, 2015-16                                              |
| Lentopalloilijat Käpylä | 2      | 1964-65, 1965-66                                                       |
| Johanneksen Pojat       | 2      | 1966-67, 1967-68                                                       |
| Rateko Helsinki         | 2      | 1972-73, 1973-74                                                       |
| Seinäjoki Maila-Jussit  | 2      | 1985-86, 1986-87                                                       |
| Pyrintö Pori            | 1      | 1957                                                                   |
| HeSa Helsinki           | 1      | 1984-85                                                                |
| Varkauden Tarmo         | 1      | 1988-89                                                                |
| Keski-Savon Pateri      | 1      | 1998-99                                                                |
| Sun                     | 1      | 2009-10                                                                |
| Hurrikaani-Loimaa       | 1      | 2023-24                                                                |